# Asuküla
Koordinaten: 58° 21′ N, 22° 33′ O

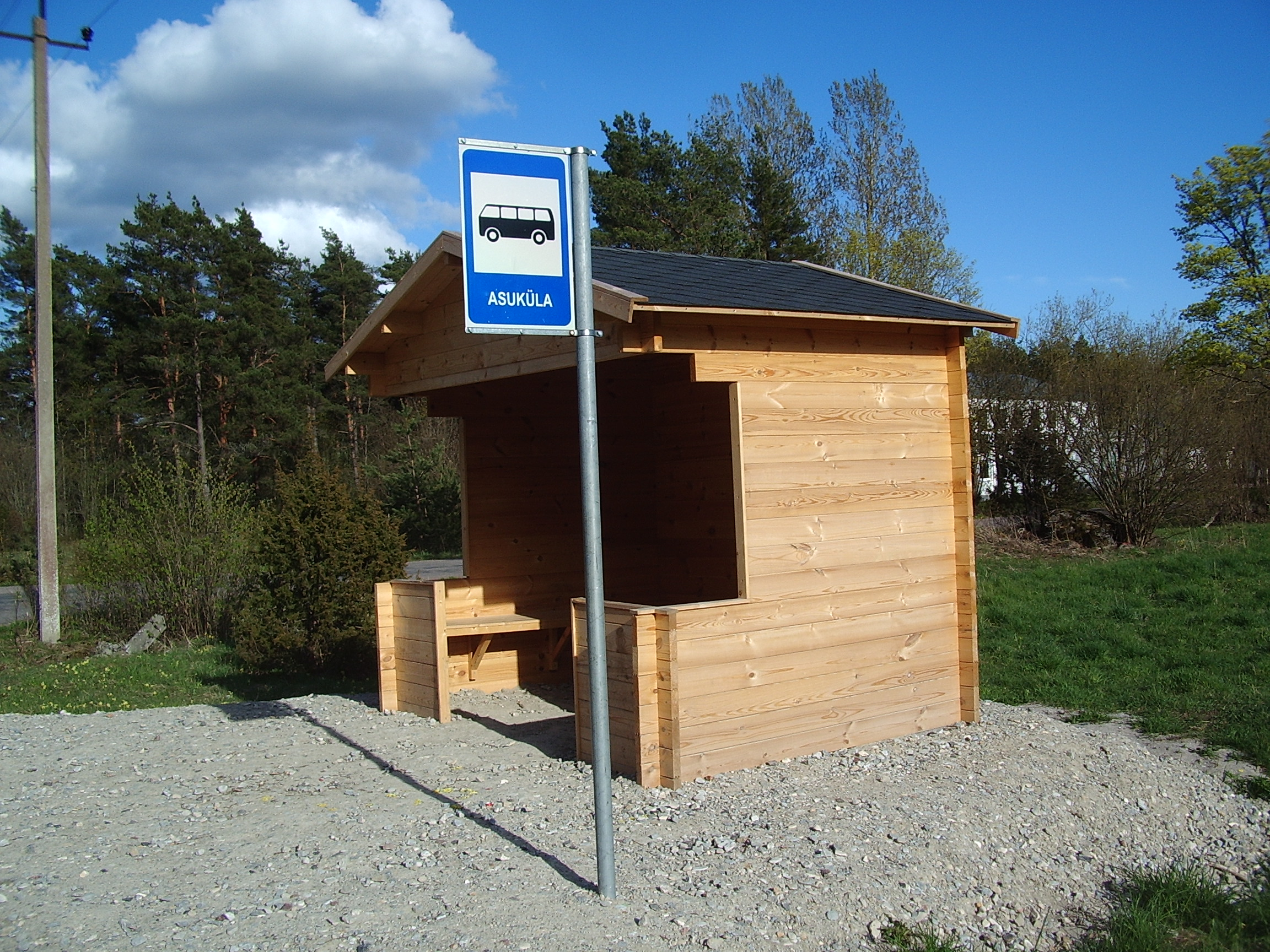
Bushaltestelle in Asuküla

Asuküla ist ein Dorf (estnisch küla) auf der größten estnischen Insel Saaremaa. Es gehört zur Landgemeinde Saaremaa (bis 2017: Landgemeinde Lääne-Saare) im Kreis Saare.
Das Dorf hat 67 Einwohner (Stand 1. Januar 2016). Es liegt zwölf Kilometer nordöstlich der Inselhauptstadt Kuressaare.